# Elizabeth Gaskell

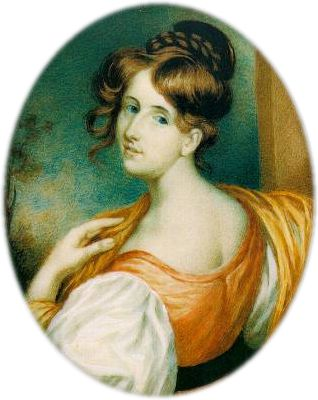
Elizabeth Gaskell, 1832

Elizabeth Gaskell (29 de setembre de 1810, Londres – 12 de novembre de 1865, Holybourne, Hampshire) fou una escriptora anglesa que utilitzava el pseudònim Elizabeth Cleghorn Stevenson. Fou famosa per les seves descripcions de les condicions de vida de les classes més humils del segle xix i per l'ús d'un llenguatge col·loquial que reflecteix la parla d'aquests personatges.

## Biografia
De família empobrida, Elizabeth es va quedar òrfena sent una nena i fou una tieta qui es va fer càrrec de la seva educació als afores de Manchester. No va gaudir d'una posició estable fins al seu matrimoni. Es casà amb el pastor de Manchester l'any 1832. Es formà en diverses escoles on descobrí el gust per la literatura. Casada, pogué perfeccionar el seu estil amb les visites de diversos intel·lectuals a casa seva i les lectures que aquests li recomanaven. Conreà la novel·la, el conte i una biografia sobre Charlotte Brontë. Comença la seva vocació com a novel·lista amb obres com Mary Barton ('Maria Barton'), publicada l'any 1848, novel·la en què explica la lluita del proletariat per les males condicions de treball a les fàbriques a on el pare de la protagonista s'enfronta a l'industrial i Maria ha de lluitar per poder casar-se amb l'home que estima. Aquesta novel·la, que reflecteix l'ambient de canvis socials, va ser aplaudida per personatges de l'època com Carlyle i Landor. Charles Dickens l'any 1850 la crida per col·laborar en Household Words, en què publica gran quantitat de narracions i la seva obra mestra, Cranford, obra que es pot acostar a l'estil de Jane Austen, però té un vessant més humorístic, en què explica la vida de províncies d'un grup de dones i homes on la protagonista Matty Jenkins perd el seu patrimoni i es veu obligada a obrir una botiga amb l'ajuda del seu cercle d'amistats. Les seves novel·les van influir en l'obra de George Elliot. Altres obres valorades en són North and South ('Nord i sud'), de l'any 1855, en què ressalta els prejudicis entre la societat industrial del nord d'Anglaterra i la burgesia comercial i aristocràtica de les regions meridionals; Life of Charlotte Brontë ('La vida de Carlota Bronte') de l'any 1857, Cousin Phillis ('La meva cosina Phillis') entre l'any 1863 i 1864, Wives and daughters ('Dones i filles') de 1867. Va tenir una mort sobtada per un atac de cor amb cinquanta-cinc anys.

## Obra

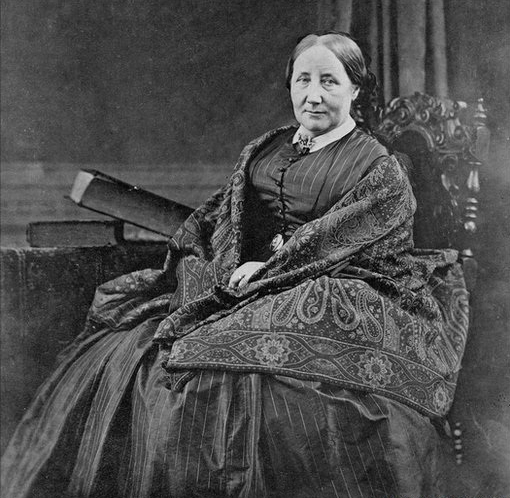
Elizabeth Gaskell, c. 1860

### Novel·les
- Mary Barton (1848)
- Ruth (1853)
- North and South (1854–55)
- Sylvia's Lovers (1863)
- Wives and Daughters: An Everyday Story (1865)

### Novel·les curtes i col·leccions
- The Moorland Cottage (1850)
- Mr. Harrison's Confessions (1851)
- Cranford (1851–53). Traduïda per Victòria Alsina. Martorell: Adesiara, 2013.
- The Old Nurse's Story (1852)
- Lizzie Leigh (1855)
- My Lady Ludlow (1859)
- Round the Sofa (1859)
- La bruixa Lois (1861)
- A Dark Night's Work (1863)
- La cosina Phillis (1864)

### Narracions curtes
- Libbie Marsh's Three Eras (1847)
- The Sexton's Hero (1847)
- Christmas Storms and Sunshine (1848)
- Hand and Heart (1849)
- The Well of Pen-Morfa (1850)
- The Heart of John Middleton (1850)
- Disappearances (1851)
- Bessy's Troubles at Home (1852)
- The Old Nurse's Story (1852)
- Cumberland Sheep-Shearers (1853)
- Morton Hall (1853)
- Traits and Stories of the Huguenots (1853)
- My French Master (1853)
- The Squire's Story (1853)
- Half a Life-time Ago (1855)
- Company Manners (1854)
- The Poor Clare (1856)
- The Doom of the Griffiths (1858)
- Right at Last (1858)
- The Manchester Marriage (1858)
- The Haunted House (1859)
- The Crooked Branch (1859)
- The Half-brothers (1859)
- Curious If True (1860)
- The Grey Woman (1861)
- The Cage at Cranford (1863)
- Crowley Castle (1863)

### No Ficció
- Sketches Among the Poor (poemes 1837)
- An Accursed Race (1855)
- The Life of Charlotte Brontë (1857)
- French Life (1864)

## Traduccions al català
- Gaskell, Elizabeth. La cosina Phillis. Traducció: Miquel Casacuberta.  Edicions 1984, 10 de gener del 2013 (La clàssica, 2). ISBN 978-84-92440-93-1.
- Gaskell, Elizabeth. Cranford. Traducció: Victòria Alsina.  Adesiara, juliol del 2013 (D’ací i d’allà, 32). ISBN 978-84-92405-65-7.[5]
- Gaskell, Elizabeth. Les confessions del senyor Harrison. Traducció: Joaquim Mallafrè.  Viena, maig del 2022 (Club Victòria, 7). ISBN 978-84-1890-847-7.
- Gaskell, Elizabeth. Nord i sud. Traducció: Alba Barat Vilà.  Viena, març del 2023 (Club Victòria, 11). ISBN 978-84-1890-897-2.[6]
- Gaskell, Elizabeth. La cosina Phillis. Traducció: Alba Barat Vilà.  Viena, setembre de 2024 (Petits Plaers, 42). ISBN 978-84-1947-440-7.